# مخاوف وخلافات في الألعاب الأولمبية الصيفية 2020

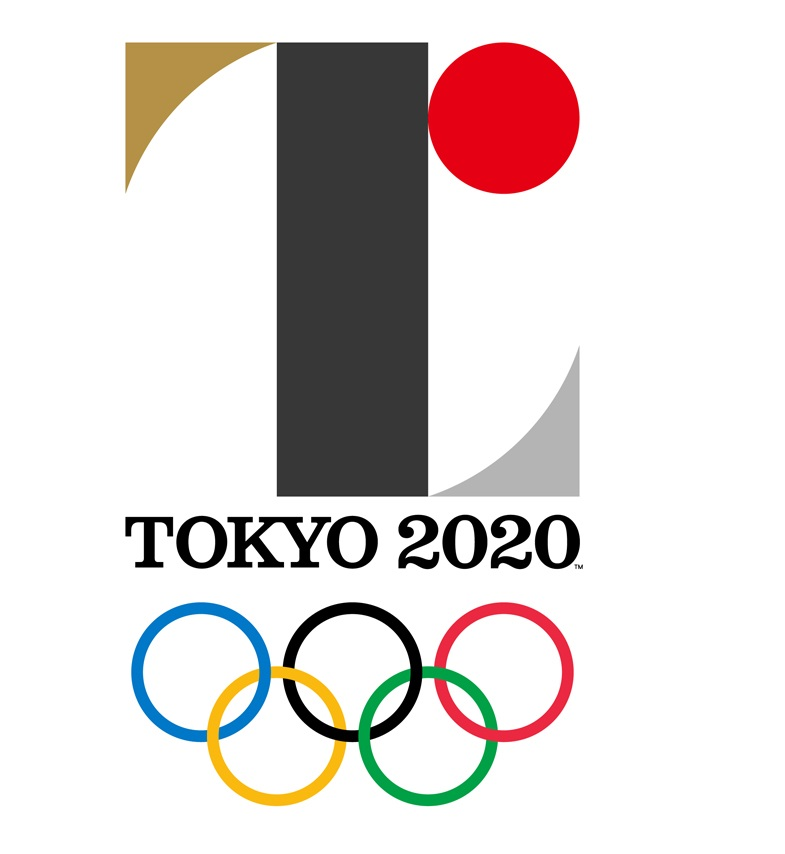
تم الإعلان عن شعار أولمبياد طوكيو 2020 في 24 يوليو 2015. والذي جرى تغييره لاحقًا.

نشأ عدد من المخاوف والخلافات فيما يتعلق بالألعاب الأولمبية الصيفية لعام 2020، كان سببها استضافة الألعاب في طوكيو، اليابان.
ظهرت ادعاءات حول دفع رشاوٍ في مزايدة اللجنة الأولمبية اليابانية (جيه أو سي) على الألعاب، وحول سرقة فكرية للتصميم الأوليّ لشعار الألعاب، وحول عمل مجهد غير شرعي قامت به عشرات الشركات المنخرطة في أعمال البناء الخاصة بالألعاب. تضمنت المخاوف البارزة حول سلامة الرياضيين معدلات الإشعاع الناتجة عن كارثة فوكوشيما النووية، وجودة المياه، ومستويات الحرارة المتوقعة. ضمت الخلافات السياسية استخدام خرائط تُظهر أراضٍ متنازع عليها باعتبارها جزءًا من اليابان، ورفض منع علم الشمس المشرقة في الملاعب الأولمبية.
ثمة قلق أكثر حداثة هو جائحة فيروس كورونا المستمر، الذي نشأ في ووهان، الصين، ونتج عنه تأجيل الألعاب حتى العام 2021.

## قضايا وخلافات تنظيمية

### رشوة وفساد
في يناير من عام 2016، ورد في تقرير حول الفساد قدمه القسم الثاني من إحدى لجان الوكالة العالمية لمكافحة المنشطات (دبليو أيه دي أيه) حاشية توضح بالتفصيل محادثة جرت بين خليل دياك، ابن الرئيس الأسبق للاتحاد الدولي لألعاب القوى (آي أيه أيه إف) لمين دياك، وموظفين أتراك من فريق مزايدة إسطنبول. أشار نص المحادثة التي ورد ذكرها في التقرير إلى أن فريق المزايدة الياباني قد سدد دفعة «رعاية» تتراوح من 4 إلى 5 ملايين من الدولارات الأمريكية «إما للدوري الماسي أو لآي أيه أيه إف». ادّعت الحاشية أن العرض خسر دعم لمين دياك لأن إسطنبول لم تسدد دفعةً من هذا النوع. رفضت دبليو أيه دي أيه التحقيق في الادعاء لأنه، وفقًا للجنتها المستقلة، لم يكن ضمن مسؤولية الوكالة.
في يوليو وأكتوبر من عام 2013 (قبل منحها الألعاب وبعده)، سددت طوكيو دفعتين مصرفيتين حصيلتهما 2,800,000 مليون دولار سنغافوري لشركة مقرها في سنغافورة تُعرف باسم بلاك تايدينغس. هذه الشركة مرتبطة ببابا ماساتا دياك، أحد أبناء لمين دياك كان يعمل مستشارًا تسويقيًا للآي أيه أيه إف، وهو مطلوب للسلطات الفرنسية بتهمة الرشوة، والفساد، وغسيل الأموال. يُدير شركة بلاك تايدينغس إيان تان تونغ هان، وهو مستشار لدى إدارة وخدمات الألعاب الرياضية، التي تدير حقوق آي أيه أيه إف التجارية ولها علاقات عمل مع شركة دينتسو اليابانية. رُبطت بلاك تايدينغس بفضيحة منشطات شارك فيها فريق الألعاب الرياضية الروسي أيضًا.
صرحت اللجنة الأولمبية اليابانية (جيه أو سي) وعضو مجلس طوكيو 2020 تسونيكازو تاكيدا أن الدفعات كانت مقابل خدمات استشارية، لكنه رفض مناقشة المسألة أكثر من ذلك لأنها كانت سرية. طلب توشياكي إيندو من تاكيدا مناقشة الموضوع على الملأ. أنكر ماساتا أنه تلقى أي مال من لجنة تنظيم طوكيو. شكلت اللجنة الأولمبية العالمية (آي أو سي) فريقًا لمناقشة هذه القضايا، وسيتابع التحقيق الفرنسي من كثب.
في يناير من عام 2019، كشف مصدر أن تاكيدا يخضع لتحقيق رسمي حول فساد مزعوم. في يوم 19 مارس من عام 2019، استقال تاكيدا من جيه أو سي.
في نوفمبر من عام 2019، أُفيد أن سجلات المحاسبة خاصة لجنة المزايدة الأولمبية لطوكيو، التي تذكر تفاصيل أكثر من 900 مليون ين (ما يقارب 8 ملايين دولار أمريكي) أُنفقت على شركات استشارة في المهجر من أجل الألعاب الأولمبية لعام 2020 في طوكيو، مفقودة.

### السرقة الفكرية للشعار
كُشف النقاب عن التصاميم الأولية للشارات الرسمية للألعاب الأولمبية والبارالمبية لصيف 2020 في يوم 24 يوليو من عام 2015. ماثل الشعار حرف «تي» منمنم مع دائرة حمراء في الزاوية العليا اليمنى تمثل قلبًا نابضًا، علم اليابان، و«عالمًا جامعًا يتقبل فيه كلٌ الآخر»؛ وعمودًا رماديًا داكنًا في المركز يمثل التنوع. قَلَبت شارة الألعاب البارالمبية عمودي النموذج الداكن والفاتح لتمثيل إشارة التساوي.
قُريب الكشف، اتهم مصمم الرسوميات البلجيكي أوليفيير ديبي لجنة التنظيم بالسرقة الفكرية لشعار كان قد صممه لصالح مسرح لييج، والذي ضم إلى جانب الدائرة، أشكالًا مطابقةً تقريبًا. أنكرت لجنة تنظيم طوكيو أن الشعار مسروق، مجادلة في أن التصميم قد خضع لتدقيق ملكية فكرية «طويل، ومكثف وعالمي» قبل أن يُعلن صالحًا للاستخدام. أقام ديبي دعوى قضائية ضد آي أو سي لمنع استخدام الشعار المخالف.
دافع مصمم الشارة، كينجيرو سانو، عن التصميم، مصرحًا أنه لم يرَ شعار لييج قط، في حين نشرت لجنة تنظيم الألعاب الأولمبية والبارالمبية (تي أو سي أو جي) في طوكيو رسمًا مبكرًا للتصميم أكد على حرف «تي» منمنم ولا يشبه شعار لييج. على كلٍ، وُجد أن سانو صاحب تاريخ من ادعاءات السرقة الفكرية، وزعم آخرون أنه سرق عمل جان تشيشولد فكريًا في تصميمه الأولي، وأنه استخدم صورة دون إذن في المواد الترويجية للشارة، إلى جانب قضايا ماضية أخرى. في الأول من سبتمبر من عام 2015، عقب اجتماع طارئ لتي أو سي أو جي، أعلن عمدة طوكيو يويشي ماسوزو أنهم قرروا شطب شعاري سانو الاثنين. اجتمعت اللجنة في اليون التالي لتقرير كيفية تطوير تصميم شعار جديد.
في يوم 24 نوفمبر من عام 2015، أُسست لجنة انتقاء للشارات لتنظيم دعوة مفتوحة لمقترحات التصميم، مفتوحة أمام المقيمين في اليابان ممن تجاوزت أعمارهم الثامنة عشر، موعدها النهائي يوم 7 ديسمبر من عام 2015. جائزة الرابح مليون ين وتذكرة للمراسم الافتتاحية لكلا الألعاب الأولمبية والبارالمبية. في يوم 8 أبريل من عام 2016، كشفت لجنة انتقاء الشارات عن قائمة قصيرة تتألف من أربعة أزواج من التصاميم للألعاب الأولمبية والبارالمبية؛ قُدم اختيار اللجنة -الذي تأثر باستطلاع عام- إلى تي أو سي أو جي في يوم 25 أبريل من عام 2016 للموافقة النهائية.
كُشف عن الشارتين النهائيتين للألعاب الأولمبية والبارالمبية لعام 2020 في يوم 25 أبريل من عام 2016. من تصميم أساو توكولو، الرابح بمسابقة تصميم على مستوى البلاد، اتخذت الشارتين شكل حلقة في نمط لوحة شطرنج أرجوانية اللون. كان القصد من وراء التصميم «التعبير عن أناقة رفيعة ودهاء يجسد اليابان».